# Elatostema dielsii
Elatostema dielsii är en nässelväxtart som beskrevs av H. Schröter. Elatostema dielsii ingår i släktet Elatostema och familjen nässelväxter. Inga underarter finns listade i Catalogue of Life.